# Col Ferret
Il col Ferret (o Col du Grand Ferret; pron. fr. AFI: [kɔl fɛʁɛ] o [kɔl dy ɡʁɑ̃ fɛʁɛ]) è un valico alpino che collega Orsières nel Vallese con Courmayeur in Valle d'Aosta, sul confine fra Svizzera e Italia, congiungendo geograficamente la val Ferret svizzera con la val Ferret italiana.

## Descrizione

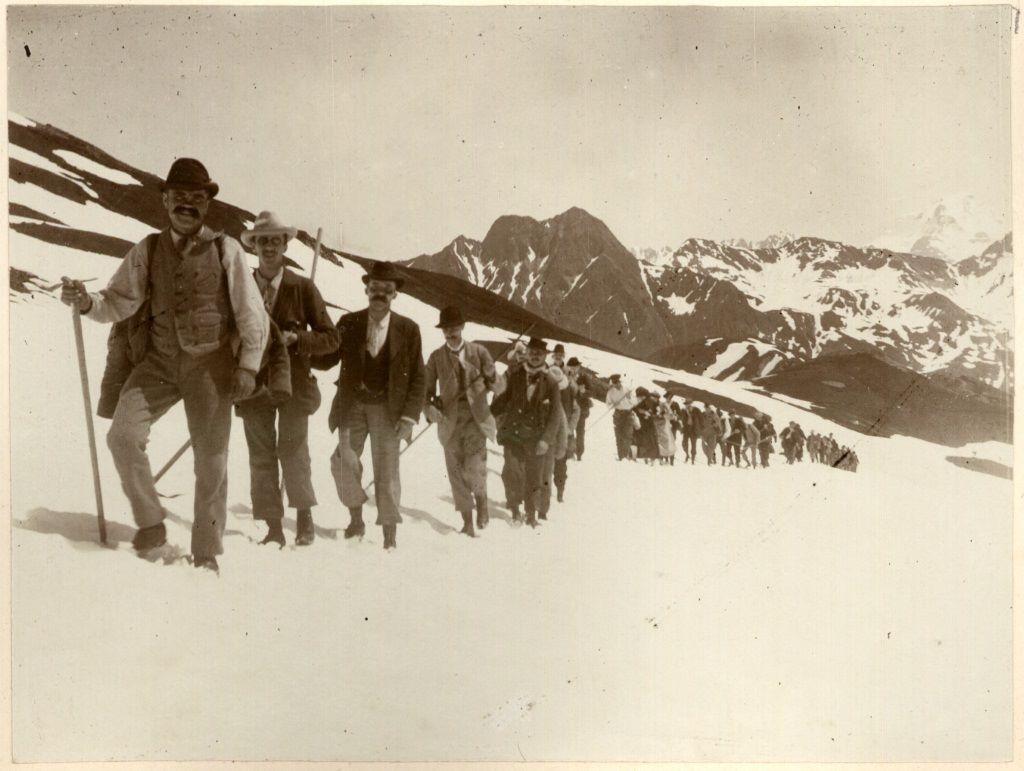
Arrivo al colle (primi del Novecento, foto M.Gabinio)

Comunemente col toponimo di Col Ferret si indica il Col du Grand Ferret, collocato sulla catena principale alpina ad una quota di 2.537 m. Poco a nord sorge il Petit col Ferret, leggermente più basso del precedente (2.490 m). Questo secondo valico riveste una particolare importanza perché separa le Alpi Occidentali dalle Alpi Centrali (tradizionalmente le Alpi Graie dalle Alpi Pennine), nonché il Massiccio del Monte Bianco dal ben più basso gruppo del Grand Golliaz. Nonostante questa peculiarità è però meno noto e frequentato del primo a causa dell'accesso meno agevole da entrambi i lati, per via del terreno ripido. I due valichi sono separati da una modesta elevazione piramidale di erba e sfasciumi: la Tête de Ferret (2714 m).

## Accesso
Posto lungo il percorso del Giro del Monte Bianco, l'accesso al valico è di tipo escursionistico, su sentiero, ed è agevole da entrambi i versanti; sul lato italiano sorge il rifugio Elena, usato come posto tappa intermedio.